# Benoît Helly
Benoît Helly is een Frans historicus, archeoloog en stripauteur. 

## Carrière
Helly is archeoloog bij het Régionale des Affaires Culturelles Rhône-Alpes.
Tussen 1971 en 2011 publiceerde Helly zeker zes artikelen en boeken over archeologie en geschiedenis. Zo verscheen in 2017 de archeologische gids Vienne antique uitgegeven door Patrimone.
In 2011 schreef Helly de teksten voor het album Vienna in de educatieve reeks De reizen van Alex. Dit album werd niet vertaald naar het Nederlands. 